# Еванс Милс (Њујорк)
Еванс Милс (енгл. Evans Mills) град је у америчкој савезној држави Њујорк.

## Демографија
По попису из 2010. године број становника је 621, што је 16 (2,6%) становника више него 2000. године.
| Група             | 2000.       | 2010.       |
| Белци             | 565 (93,4%) | 546 (87,9%) |
| Афроамериканци    | 15 (2,5%)   | 15 (2,4%)   |
| Азијати           | 9 (1,5%)    | 14 (2,3%)   |
| Хиспаноамериканци | 4 (0,7%)    | 32 (5,2%)   |
| Укупно            | 605         | 621         |